# Liops hexabunus
Liops hexabunus is een hooiwagen uit de familie Gonyleptidae.